# Compagnie du chemin de fer du Congo supérieur aux Grands Lacs africains
La Compagnie du chemin de fer du Congo supérieur aux Grands Lacs africains était une compagnie ferroviaire belge créée en 1902 pour établir et gérer un réseau de chemin de fer sur le territoire de la République démocratique du Congo. Elle devient en 1960 la Société congolaise des chemins de fer des Grands Lacs.

## Histoire
La Compagnie du chemin de fer du Congo supérieur aux Grands Lacs africains (CFL) est créée le 4 janvier 1902, à Bruxelles par le baron Édouard Empain, dans le but de construire des liaisons ferroviaires et fluviales sur le territoire de la République démocratique du Congo, alors État indépendant du Congo puis Congo belge.
Elle reçoit par l'État du Congo, le 4 janvier 1902, la concession de quatre lignes.
- 1- de Stanleyville à Mahagi (750 km)
- 2- de Stanleyville à Ponthierville (120 km)
- 3- du Congo à Nyangoué
- 4- de Nsensoué à Bouli

Le réseau est construit à voie métrique puis transformé en 1955 à l'écartement de 1 067 mm. La ligne Kabalo - Kabongo assure la jonction avec le réseau de la  Compagnie du chemin de fer du bas-Congo au Katanga (BCK).
En 1960, lors de l'indépendance, la compagnie CFL devient Société Congolaise des Chemins de Fer des Grands Lacs
En 1967, la compagnie CFL devient Office Congolais des Chemins de Fer des Grands Lacs

## Les lignes
Liaisons ferroviaires
- Stanleyville - Ponthierville, (125 km), ouverture le 1er septembre 1906
- Kindu - Kabalo, (441 km), ouverture le 1er janvier 1911

Kindu - Kibombo, (117km), ouverture le 1er janvier 1909
Kibombo - Kongolo, (238km), ouverture le 30 décembre 1910
Kongolo - Kabalo, (86km), ouverture le 3 décembre 1939
- Kabalo - AIbertville (Lac Tanganyika), (272,9 km), ouverture en février 1915[4]

Kabalo - Malulu, (116km), ouverture en septembre 1913
Malulu – kilomètre  210, (94km),  ouverture en juin  1914
kilomètre 210 – AIbertville, (62,9km),  ouverture en février  1915
- Kabalo - Kabongo, (245 km), ouverture le 9 août 1956

Liaisons fluviales sur le fleuve Lualaba
- Ponthierville - Kindu, (320 km), ouverture en janvier 1906, (bief moyen du fleuve)
- Kongolo - Bukama, (640 km), ouverture en 1911, (bief supérieur du fleuve)

## Matériel roulant
- Locomotives type 020 t, Usines métallurgiques du Hainaut SA, à Couillet, poids à vide 11 tonnes[5]